# 1972-es jégkorong-világbajnokság
Az 1972-es jégkorong-világbajnokság a 39. világbajnokság volt, amelyet a Nemzetközi Jégkorongszövetség szervezett. A vb-ken a csapatok három szinten vettek részt. A világbajnokságok végeredményei alapján alakult ki az 1973-as jégkorong-világbajnokság csoportjainak mezőnye.

## A csoport
1–6. helyezettek
- Csehszlovákia – Világbajnok
- Szovjetunió
- Svédország
- Finnország
- NSZK
- Svájc – Kiesett a B csoportba

## B csoport
7–14. helyezettek
- Lengyelország – Feljutott az A csoportba
- Egyesült Államok
- NDK
- Románia
- Japán
- Jugoszlávia
- Norvégia – Kiesett a C csoportba
- Franciaország – Kiesett a C csoportba

## C csoport
15–22. helyezettek
- Ausztria – Feljutott a B csoportba
- Olaszország – Feljutott a B csoportba
- Kína
- Bulgária
- Magyarország
- Dánia
- Hollandia
- Nagy-Britannia